# 4794 Bogard
4794 Bogard (1988 SO2) là một tiểu hành tinh vành đai chính được phát hiện ngày 16 tháng 9 năm 1988 bởi S. J. Bus ở Cerro Tololo.